# Генадий Ганев
Генадий Ганев е украинско-български футболист, вратар. Играе за Локомотив (Горна Оряховица).

## Кариера
Юноша на Черноморец Одеса, през годините играе в редица украински клубове, през 2019 г. играе във Верея. През лятото на 2019 г. подписва с Дунав. През лятото на 2020 г. подписва с Берое. От 2022 г. до 2024 г. играе за ЦСКА 1948. Той е бесарабски българин.